# 摂津市の地名
本項摂津市の地名（せっつしのちめい）では、大阪府摂津市における町名や大字名を中心に、本市ならびに前身の三島町成立以来の地名の変遷について記述する。

## 現行行政町名
まず市内の現行の町字名を五十音順に列挙する。

### あ行
- 安威川南町

### か行
- 学園町1 - 2丁目
- 北別府町
- 香露園

### さ行
- 桜町1 - 2丁目
- 正雀1 - 4丁目
- 正雀本町1 - 2丁目
- 庄屋1 - 2丁目
- 昭和園
- 新在家1 - 2丁目
- 千里丘1 - 7丁目
- 千里丘新町
- 千里丘東1 - 5丁目

### た行
- 鶴野1 - 4丁目
- 鳥飼上
- 鳥飼上1 - 5丁目
- 鳥飼下
- 鳥飼下1 - 3丁目
- 鳥飼新町1 - 2丁目
- 鳥飼中
- 鳥飼中1 - 3丁目
- 鳥飼西
- 鳥飼西1 - 5丁目
- 鳥飼野々1 - 3丁目
- 鳥飼八防1 - 2丁目
- 鳥飼八町1 - 2丁目
- 鳥飼本町1 - 5丁目
- 鳥飼銘木町
- 鳥飼和道1 - 2丁目

### な行
- 西一津屋

### は行
- 浜町
- 阪急正雀
- 東正雀
- 東一津屋
- 東別府1 - 5丁目
- 一津屋
- 一津屋1 - 3丁目
- 別府
- 別府1 - 3丁目

### ま行
- 三島1 - 3丁目
- 南千里丘
- 南別府町

## 町字名の変遷
三島町は1956年（昭和31年）、三島郡味舌町・味生村・鳥飼村が合併することにより成立。合併各町村の大字を継承した17大字と千里丘で18大字を編成。

### 成立当初の大字名
旧味舌町
- 正音寺（1966年廃止）
- 庄屋（1966年廃止）
- 坪井（1966年廃止）
- 味舌（昭和30年代頃廃止）
- 味舌上（1966年廃止）
- 味舌下（1981年廃止）
- 正雀（1966年廃止）
- 千里丘（坪井の一部より、1966年廃止）

旧味生村
- 新在家（1984年廃止）
- 一津屋
- 別府

旧鳥飼村
- 鳥飼上
- 鳥飼下
- 鳥飼中
- 鳥飼西
- 鳥飼野々（1984年廃止）
- 鳥飼八防（1984年廃止）
- 鳥飼八町（1984年廃止）

### 大字の設置
1957年（昭和32年）
茨木市の一部を編入。
- 鶴野（1981年廃止）
- 乙辻（茨木市乙辻の一部より、1981年廃止）
- 蔵垣内（茨木市蔵垣内の一部より、1981年廃止）
- 小坪井（茨木市小坪井の一部より）
- 太中（茨木市太中の一部より、1981年廃止）

1966年（昭和41年）
2月1日
- 千里丘1 - 7丁目（千里丘と乙辻・太中・小坪井・坪井・味舌上・正雀の各一部より）
- 千里丘東1 - 5丁目（太中・乙辻・小坪井・坪井・庄屋・味舌上の各一部より）
- 香露園（太中・乙辻・小坪井の各一部より）

11月1日、市制施行・改称して摂津市となる。
- 正雀1 - 4丁目（正音寺・味舌下の各一部より）
- 正雀本町1 - 2丁目（正雀・味舌下の各一部より）
- 庄屋1 - 2丁目（庄屋・味舌上・正音寺の各一部より）
- 阪急正雀（正雀・正音寺の各一部より）
- 東正雀（正音寺の一部より）
- 三島1 - 3丁目（味舌下・正音寺・坪井の各一部より）
- 南千里丘（坪井・味舌下の各一部より）

1969年（昭和44年）
- 昭和園（乙辻・太中・小坪井の各一部より）

1971年（昭和46年）
- 北別府町（別府の一部より）
- 浜町（味舌下の一部より）
- 東別府1 - 5丁目（別府・一津屋の各一部より）
- 別府1 - 3丁目（別府・味舌下の各一部より）
- 南別府町（別府・一津屋の各一部より）

1973年（昭和48年）
- 丑寅（茨木市丑寅の一部より、1981年廃止）
- 桜町1丁目（1981年∶2丁目成立、蔵垣内・太中・小坪井・乙辻・丑寅・島・鶴野・味舌下・横江2丁目の各一部より）
- 島（茨木市島の一部より、1981年廃止）
- 鶴野1 - 4丁目（鶴野・小坪井・太中・乙辻・蔵垣内の各一部と茨木市島・丑寅・蔵垣内の各一部より）

1976年（昭和51年）
- 新在家1 - 2丁目（新在家・一津屋・鳥飼八防の各一部より）
- 鳥飼上1丁目（1984年∶2 - 5丁目成立、鳥飼上・鳥飼中の各一部より）
- 鳥飼下1 - 3丁目（鳥飼下・鳥飼野々・鳥飼西の各一部より）
- 鳥飼中1丁目（1984年∶2 - 3丁目成立、鳥飼中・鳥飼下・鳥飼上の各一部より）
- 鳥飼西1 - 5丁目（鳥飼西・鳥飼下の各一部より）
- 鳥飼野々1 - 3丁目（鳥飼野々・鳥飼八防の各一部より）
- 鳥飼八防1 - 2丁目（鳥飼八防・鳥飼西の各一部より）
- 鳥飼和道1 - 2丁目（鳥飼西・一津屋の各一部より）
- 東一津屋（一津屋の一部より）
- 一津屋1 - 3丁目（一津屋の一部より）

1980年（昭和55年）
- 横江2丁目（茨木市横江2丁目の一部より、1981年廃止）

1981年（昭和56年）
- 学園町1 - 2丁目（太中・丑寅・島・小坪井・鶴野・味舌下・乙辻・蔵垣内・横江2丁目の各一部より）

1984年（昭和59年）
- 安威川南町
- 鳥飼新町1 - 2丁目
- 鳥飼八町1 - 2丁目
- 鳥飼本町1 - 5丁目
- 鳥飼銘木町
- 西一津屋

2015年（平成27年）
- 千里丘新町（千里丘4・7丁目の各一部より）

## 参考資料
- 角川日本地名大辞典 27 大阪府（1983年、角川書店）